# Фундаминский, Матвей Исидорович
Матвей (Мордух) Исидорович Фундаминский (1866, Шклов, Могилёвский уезд, Могилёвская губерния, Российская империя — 1896, Иркутск, Иркутская губерния, Российская империя) — русский революционер-народоволец.

## Биография
Родился в зажиточной купеческой семье. Брат Ильи Исидоровича Фондаминского. В 1885 году поступил в Петровскую земледельческую академию. В середине 1880-х гг. — активный участник народовольческого движения. В 1886 году арестован в Москве и сослан в Якутскую область. Участник вооруженного выступления ссыльных в 1889 году, известного как Якутская трагедия. Был ранен штыком в живот, заключён в Вилюйскую и Акатуйскую каторжные тюрьмы. Освобожден в 1895 году по амнистии, но с запретом на проживание в европейской части России.
В 1896 году умер в Иркутске от туберкулёза.

## Семья
- Жена (1893—1895) — Геня (Евгения) Яковлевна Гуревич (по первому мужу Фундаминская; 1871—1955), участница Якутского восстания 1889 года; правлением Читинской еврейской молельни в 1895 году брак был расторгнут.
- Племянник (сын сестры, Розы Исидоровны Фондаминской, 1874—1954) — учёный в области аэрогазодинамики В. Г. Гальперин.